# Wysoczyzna Elbląska
Wysoczyzna Elbląska (niem. Elbinger Höhe lub Trunzer Berge) (313.55) – izolowana kępa morenowa na Pobrzeżu Gdańskim. 
Wysokość do 198,5 m (Góra Srebrna). Opada stromymi krawędziami ku Żuławom Wiślanym oraz Zalewowi Wiślanemu, a mniej wyraźnie ku Równinie Warmińskiej. Znaczna wysokość względna Wysoczyzny Elbląskiej spowodowała rozcięcie jej zboczy wąwozami erozyjnymi. Najciekawsze krajobrazowo fragmenty wysoczyzny obejmuje Park Krajobrazowy Wysoczyzny Elbląskiej. Na północnym krańcu Wysoczyzny Elbląskiej leży Tolkmicko, na południowym zachodzie – Elbląg.
Wysoczyznę Elbląską porastają w większości lasy mieszane z przewagą buka. Inne występujące liściaste gatunki to: dęby, graby, wiązy, brzozy, lipy. Iglaste drzewa porastające Wysoczyznę to sosny i świerki. Górski charakter terenu sprzyja występowaniu rzadkich w północnej Polsce roślin górskich i wyżynnych, są to np. olsza szara, czosnek niedźwiedzi, tojad dzióbaty, żywiec cebulkowy, skrzyp olbrzymi, pióropusznik strusi; występują tu też mchy i wątrobowce rosnące w górach.